# Erfundenes Mittelalter
Das Erfundene Mittelalter (auch Phantomzeit-Theorie oder Phantomzeit-These) ist eine pseudohistorische Verschwörungstheorie, gemäß der fast 300 Jahre des Mittelalters erfunden wurden. So soll auf das Jahr 614 in Wahrheit direkt das Jahr 911 gefolgt sein. 
Der deutsche Publizist, Germanist und Verleger Heribert Illig stellte 1991 die These auf, man könne durch die Entfernung erfundener Jahre die seines Erachtens falsche Chronologie des Mittelalters korrigieren. Der Ingenieur und Technikhistoriker Hans-Ulrich Niemitz, der sich dieser Vorstellung anschloss, nannte den Zeitraum dann Phantomzeit, weil das Fränkische Reich nach Chlothar II. ein Produkt der Fantasie und der Täuschung gewesen sei. Insbesondere hätten laut dieser These Personen wie Karl der Große und die anderen Karolinger vor Karl III. dem Einfältigen in Wahrheit entweder überhaupt nicht existiert oder sie seien vor 614 beziehungsweise nach 911 einzuordnen.
In der breiteren Öffentlichkeit hat diese These ein gewisses Interesse gefunden; bis heute veröffentlichen ihre Verfechter insbesondere im Internet immer neue Ergänzungen und Zusatzargumente. Von Geschichtswissenschaftlern und Mediävisten wird sie hingegen fast einhellig als Pseudowissenschaft zurückgewiesen, da die Hypothese auf nachgewiesenen Irrtümern und methodischen Fehlern beruhe.

## Grundlagen der These und Gegenbelege
Die These des erfundenen Mittelalters gehört zum Themenkomplex der Chronologiekritik und betrifft Kalenderkunde, Astronomie, Numismatik, Diplomatik, Textüberlieferung, Archäologie, Architekturgeschichte und historische Geographie.
Illig geht davon aus, dass innerhalb der Chronologie der Historischen Wissenschaften eine Zirkelreferenz vorliege: Moderne absolute Datierungen wie die Radiokarbonmethode oder die Dendrochronologie seien an der als korrekt angenommenen Chronologie ausgerichtet und dürften daher nicht als Beleg für deren Richtigkeit angesehen werden. Eine neue Chronologie würde vielmehr zu einer Neufestlegung absoluter Datierungen und dadurch zu einer Neujustierung dieser Datierungsmethoden führen.

### Kalenderkunde

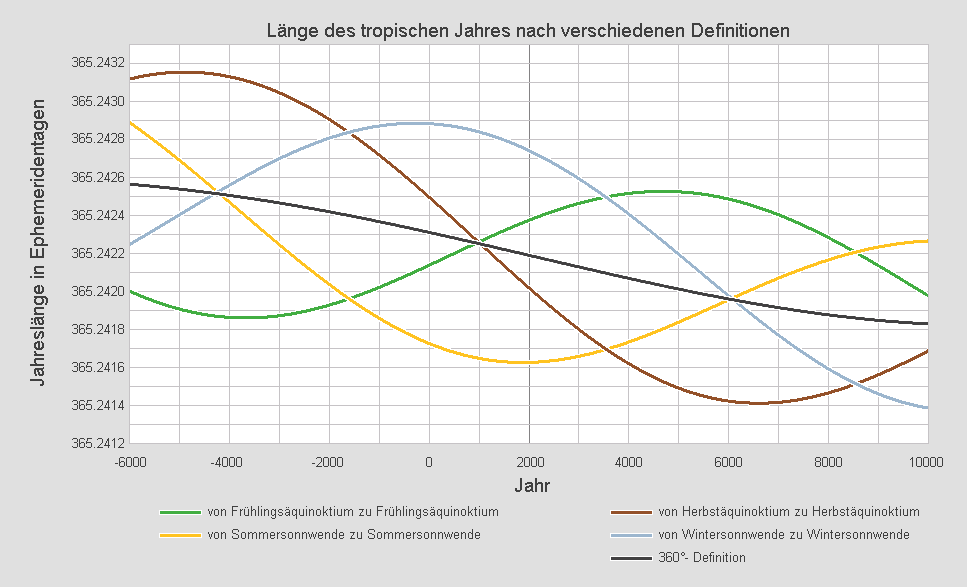
Länge des Tropischen Jahres nach unterschiedlichen Definitionen

Heribert Illig nimmt an, dass die bei der Kalenderreform durch Papst Gregor XIII. im Jahr 1582 vorgenommene Berichtigung des julianischen Kalenders (mittlere Jahreslänge = 365,25 Tage) von zehn Tagen um drei Tage zu kurz ausgefallen sei. Die tatsächliche Jahreslänge beträgt ca. 365,2422 Tage. Die Gesamtabweichung seit Einführung des julianischen Kalenders im Jahr 46 v. Chr. hätte sich bis 1582 auf insgesamt 12,70 Tage (0,0078 Tage × 1628) summiert. Aufgrund der Tatsache, dass 1582 diese drei Tage nicht korrigiert werden mussten, leitete Illig die fehlenden drei Jahrhunderte ab, die er in der Ausgabe Zeitensprünge, Heft 3/1993, auf genau 297 Jahre berechnete und den in Frage kommenden Zeitraum auf September 614 bis August 911 eingrenzte.
Kritiker entgegnen, Illig habe übersehen, dass das Datum der Tag-und-Nacht-Gleiche zur Einführung des julianischen Kalenders nicht überliefert ist und der 21. März als Frühlingsbeginn erst beim ersten Konzil in Nicäa im Jahr 325 für die weiteren Berechnungen des Osterdatums festgelegt wurde. Dieses Jahr, und nicht die Einführung des julianischen Kalenders, müsse daher der Ausgangspunkt der Chronologie sein. Bis zur Kalenderreform im Jahre 1582 hatte sich in den folgenden 1257 Jahren der astronomische Frühlingsbeginn vom 21. März um 9,73 Tage auf den 11. März verschoben, weshalb Papst Gregor XIII. die Kalenderreform im Jahr 1582 in der maßgeblichen päpstlichen Bulle Inter gravissimas verfügte und den 11. März mit der zehntägigen Korrektur nach vorne auf den 21. März verlegte. Somit widerspricht die Kalenderkorrektur um 10 Tage keineswegs der bestehenden Jahreszählung.

### Diplomatik
Illig behauptet, dass Originalurkunden aus dem besagten Zeitraum sehr spärlich seien und von Personen meist nur sehr unspezifisch sprächen. Überdies seien vom 10. Jahrhundert bis in die Zeit von Friedrich II. (Anfang 13. Jahrhundert) anlässlich der Umstellung von Majuskelschrift auf Minuskelschrift zahlreiche Urkunden neu geschrieben und die alten Urkunden vernichtet worden. Eine Verfälschung um rund 300 Jahre sei dabei möglich gewesen.
Nach dem Kenntnisstand der historischen Wissenschaften existieren jedoch aus dem fraglichen Zeitraum etwa 7000 Originaldokumente. Für die monastische Literatur sei das 9. Jahrhundert an Autoren und Manuskripten sogar das reichste des gesamten frühen Mittelalters. Das Abschreiben war für die mittelalterlichen Zeitgenossen die einzige Möglichkeit, Texte zu kopieren. Eine pauschale Abwertung der Texte des Frühmittelalters als Fälschungen, wie sie bei Illig zu finden ist, ist wissenschaftlich nicht haltbar.

### Archäologie
Die dritte Grundlage der Hypothese ist die Archäologiekritik. Sie basiert auf der Behauptung, dass es nur wenige archäologische Denkmäler aus dem Frühmittelalter gebe und dass diese falsch in die Zeit zwischen dem 7. und 10. Jahrhundert n. Chr. datiert worden seien. Hierzu wurden von Illig insbesondere Beispiele aus Bayern angeführt.
Fachwissenschaftlichen Publikationen kann dagegen entnommen werden, dass es für die fragliche Epoche eine große Zahl von archäologischen Funden gibt. In diversen Museen sind einige davon für die Öffentlichkeit zugänglich. Die Schichten zur Karolingerzeit lassen sich (etwa in Paderborn) eindeutig nachweisen. Auch die Ergebnisse der Dendrochronologie sprechen gegen Illigs Thesen.

### Astronomie
Obwohl sie nicht zu den Ursprungs- und Kernelementen der These Illigs gehören, sind auch astronomische Kritikpunkte mittlerweile widerlegt, unter anderem durch astronomische Untersuchungen selbst. Als Gegenargument führt Illig an, dass seine Thesen durch astronomische Rückrechnungen „nicht streng widerlegbar seien“, weil diese seiner Meinung nach für den betreffenden Zeitraum auf zu „unsicheren Quellen“ beruhten. Er erklärt, dass es zwar Belege in Form astronomischer Beobachtungen gegen seine These gebe, beruft sich aber auf ein Zitat des Astronomen Dieter B. Herrmann, das sich nur auf Sonnenfinsternisse bezieht. Das Zitat ist allerdings aus dem Zusammenhang gerissen, Herrmann selbst verwahrt sich gegen die Benutzung seiner Worte durch Illig. 
Astronomische Ereignisse der Vergangenheit sind zwar im Einzelfall nur schwer eindeutig einem Datum zuzuordnen, die Betrachtung vieler historischer Beobachtungen ergibt aber ein konsistentes Bild. Wie Dieter B. Herrmann anführt, sind die Berichte von Hydatius von Aquae Flaviae über die zwei totalen Sonnenfinsternisse vom 19. Juli 418 und 23. Dezember 447, die in Aquae Flaviae (heute Portugal) innerhalb eines Abstands von 29,5 Jahren auftraten, durch astronomische Berechnungen sehr genau. Das Gleiche gilt für eine Sonnenfinsternis im Jahr 59 n. Chr. und mehrere Beschreibungen des Halleyschen Kometen. Sie sind eindeutig einem Zeitpunkt zuzuordnen und widerlegen somit Illigs These.

## Mögliche Urheber und Motive
Da es sich nach Illig bei der Phantomzeit um eine bewusste Täuschung handelt, stellt sich die Frage nach den Urhebern. Nur ein kleiner Kreis bedeutender und gut zusammenarbeitender Machthaber habe eine Fälschungsaktion dieses Umfangs inszenieren können. Illig zog daher den Schluss, dass es sich dabei nur um den römisch-deutschen sowie den byzantinischen Kaiser und den Papst handeln konnte. Im Jahr 2005 stellte er die These auf, dass die Fälscher Otto III., Konstantin VII. und Silvester II. gewesen seien. Nur in der kurzen Zeit zwischen 990 und 1009 seien sich diese Herrscher einig genug gewesen, um eine solche Täuschung zu entwerfen. Ihr Motiv sei das Bedürfnis gewesen, selbst im Jahr 1000 zu leben. Otto III. habe sich überdies in der Gestalt Karls des Großen einen ruhmreichen Vorgänger auf dem Thron ausgedacht.

## Weitere chronologiekritische Thesen
Vorwürfe großangelegter Urkundenfälschungen in Europa wurden immer wieder erhoben. Wilhelm Kammeier beschrieb in den 1920er und 1930er Jahren angebliche groß angelegte Urkundenfälschungen, die er zeitlich im 15. Jahrhundert ansiedelte. Ihm ging es aber weniger um Chronologiekritik als um Ideologiekritik. Einzelne Aussagen und gar Quellenangaben von Illig lassen aber erkennen, dass er sie offenbar von Kammeier übernommen hat, ohne dass dies den Lesern von Anfang an deutlich gemacht wurde.

## Verschwörungstheorie
In der Öffentlichkeit wurde die These vom erfundenen Mittelalter wiederholt als Verschwörungstheorie bezeichnet. Der deutsche Philosoph Karl Hepfer führt sie als Beispiel dafür an, dass typischerweise Verschwörungstheoretiker großen Wert auf die Zweckrationalität der angenommenen Verschwörer legen, die Rationalität der unterstellten Zwecke der Verschwörung – hier der Erfindung von 300 Jahren Mittelalter – aber nicht hinterfragen.